# Акер
Акер је био древна египатска персонификација хоризонта, бог земље и подземног света, за кога се верује да чува источни и западни хоризонт.

## Опис
Акер је први пут приказан као торзо лежећег лава, са широко отвореним устима. Касније је приказан као два спојена лежећа торза лава, леђа уз леђа.
Од Средњег краљевства па надаље, Акер се појављује као пар лавова близанаца, један по имену Дуај (што значи „јуче“), а други Сефер (што значи „сутра“). Акер је тако често називан "Онај који гледа напред и иза". Када је приказан као лавовски пар, хијероглифски знак за "хоризонт" (две спојене планине) и сунчев диск стављени су између лавова.
У каснијим временима, Акер се такође може појавити као два спојена торза лежећих сфинги са људским главама.

## Култ
Акер се први пут појављује током 1. династије, уз фараоне Хор-Аха и Џера. Недовршена декоративна палета из гробнице Џера у Абидосу приказује Акера како прождире три срца. Међутим, локација Акеровог главног култног центра је непозната. Његова митолошка улога први пут је у потпуности описана у чувеним Текстови пирамидама краља Тетија.

## Митологија
Акер је први пут описан као један од земаљских богова који чувају „капију оног места“. Заштитио је преминулог краља од три демонске змије Хемтет, Икеру и Јагв. Сахрањивањем преминулог краља, Акер је запечатио покојника од отровног даха змијских демона. Још једно земаљско божанство, које се придружило и промовисало Акеров рад, био је Геб. Тако је Акер био повезан са Гебом. У другим чаролијама и молитвама, Акер је повезан са Сетом.
У чувеним текстовима о ковчезима из периода Средњег краљевства, Акер замењује бога Хертија. Акер штити бога сунца током његовог ноћног путовања кроз пећине подземља. У чувеној Књизи мртвих, Акер такође „рађа“ бога Кеприја, младог, излазећег сунца, у облику бубе скарабеја, након што је Акер безбедно пронео Кепријев саркофаг кроз пећине подземља. Током свог путовања, на коме се од Акера тражи да сакрије тело мртвог Озириса испод своје материце, Акер је заштићен од стране бога Геба.
У неколико натписа, зидних слика и рељефа, Акер је био повезан са хоризонтом севера и запада, формирајући својим телом митолошки мост између два хоризонта. Одређени текстови саркофага из гробница Рамзеса IV, Ђедконсуиусанка и Педиаменопета описују како бог сунца Ра путује кроз подземни свет „као Апеп који пролази кроз стомак Акера, након што је Апепа посекао Сет“. У овом случају, Акер изгледа као нека врста репрезентације самог подземља.